# Bugatti Veyron

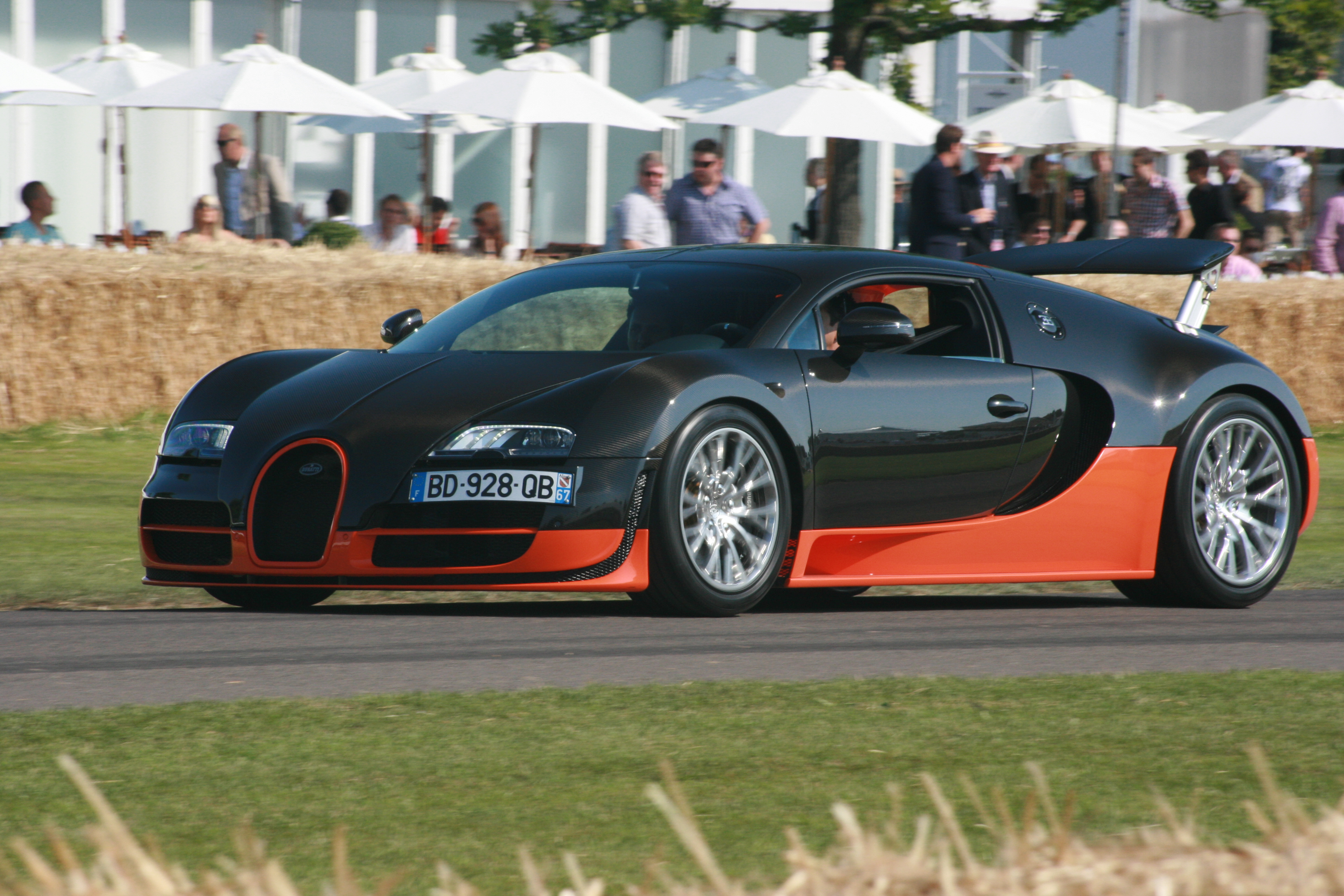
Bugatti Veyron

El Bugatti Veyron és un automòbil superesportiu biplaça dissenyat i desenvolupat pel Grup Volkswagen i produït en Moise (Alsàcia, França), pel fabricant Bugatti Automobiles S.A.S. des de 2005 fins al 2015.
La versió bàsica del Veyron 16.4 es va fabricar fins a 2011 i més tard les versions Grand Sport i Super Sport es van iniciar entre 2009 i 2010. En l'episodi final de la temporada 14 durant el "Top Gear Awards Ceremony", Jeremy Clarkson va decidir que, sent el final d'una dècada (2000-2010), haurien de premiar també el Cotxe de la Dècada, així que Clarkson va comentar que el guanyador d'aquest premi havia de ser el Bugatti Veyron, l'únic cotxe mereixedor. Des que el format de Top Gear comencés a principis de la dècada de 1990, solament s'ha atorgat una vegada aquest premi. El nom del cotxe és un reconeixement a un dels pilots històrics de la marca: el francès Pierre Veyron.

## Detalls tècnics
Compta amb un motor W16 de dos blocs de 8 cilindres. Cada cilindre compta amb una distribució de quatre vàlvules per cilindre i la configuració en V estreta permet un arbre de lleves per a cada bancada de 4 cilindres, per la qual cosa el motor està equipat amb un total de 4 arbres de lleves. El motor és alimentat per quatre turbocompressors, amb una cilindrada de 7.993 cm³, amb una relació diàmetre/carrera quadrada de 86 per 86 mm. El motor està acoblat a una transmissió d'embragatge doble de 7 marxes, amb tracció en les quatre rodes permanent mitjançant el sistema d'embragatge Haldex. Utilitza els pneumàtics especials Michelin PAX Run flat, dissenyats específicament per a rodar a la màxima velocitat del Veyron. Els pneumàtics solament poden ser desmuntats de les llandes a França. El seu pes en buit és de 1.888 kg, donant-li al vehicle una relació pes/potència de 446,3 a 1001 CV (440,2 a 987,3 HP) per tona. La distància entre eixos és 2.710 mm i la longitud total és 4.466 mm. Té un total de deu radiadors:
- 3 bescanviadors de calor per als intercoolers d'aire-líquid
- 3 radiadors de motor
- 1 per al sistema d'aire condicionat
- 1 radiador d'oli de la transmissió
- 1 radiador d'oli del diferencial
- 1 radiador d'oli del motor

Té un coeficient aerodinàmic de 0,36 en condició normal i de 0,41 després de desplegar el seu aleró, així com una àrea frontal de 2,07 m².

## Velocitat màxima
La velocitat màxima del vehicle és de 407,66 km/h i el temps d'acceleració de 0 a 100 km/h és de 2,5 segons. La tracció en les quatre rodes i el motor central-darrere li brinden major estabilitat i una distribució equilibrada del pes. Si passa els 230 km/h es desplega un aleró posterior mòbil per a augmentar la càrrega vertical.
Durant 2010, es va produir la versió més potent del Veyron: el Super Sport que monta un motor similar al del Veyron original, però amb una potència incrementada a 1.200 cavalls a les 7500 rpm. Es va treballar intensament en la seva reducció de pes utilitzant fibra de carboni i va marcar un rècord Guinness de velocitat màxima de 431 km/h.

## Fitxa tècnica
| Models                                                    | Models                                                    | Veyron 16.4                                                                                                 | Veyron Super Sport                                                                                          |
| --------------------------------------------------------- | --------------------------------------------------------- | --- | --- |
| Alimentació                                               | Alimentació                                               | Injecció directa, quàdruple turbo de 15,8 psi (108,9 ) de pressió, amb intercooler                          | Injecció directa, quàdruple turbo de 15,8 psi (108,9 ) de pressió, amb intercooler                          |
| Distribució                                               | Distribució                                               | Dobles (DOHC) arbres de lleves al capdavant en cada bancada de cilindres i 4 vàlvules per cilindre, amb VVT | Dobles (DOHC) arbres de lleves al capdavant en cada bancada de cilindres i 4 vàlvules per cilindre, amb VVT |
| Relació de compressió                                     | Relació de compressió                                     | 8,3:1 | 8,3:1 |
| Capacitat del dipòsit de combustible                      | Capacitat del dipòsit de combustible                      | 100 litres (26.4 US gal)                                                                                    | 100 litres (26.4 US gal)                                                                                    |
| Potència màxima                                           | Potència màxima                                           | 1001 CV (987 HP)                                                                                            | 1200 CV (1184 HP)                                                                                           |
| Parell motor màxim                                        | Parell motor màxim                                        | 1,250 newtons metre (922 lb·ft) @ 2200-5500 rpm                                                             | 1,500 newtons metre (1,106 lb·ft) @ 3000-5000 rpm                                                           |
| Acceleració                                               | 0 a 100 km/h                                              | 2,5 segons                                                                                                  | 2,5 segons                                                                                                  |
| Acceleració                                               | 0 a 200 km/h                                              | 7,3 segons                                                                                                  | 6,7 segons                                                                                                  |
| Acceleració                                               | 1⁄4 milla (402 m)                                         | 10,8 segons                                                                                                 | 9,7 segons                                                                                                  |
| Acceleració                                               | 0 a 300 km/h                                              | n/a | 14,6 segons                                                                                                 |
| Acceleració                                               | 0 a 1 milla (1.6 km)                                      | n/a | |
| Velocitat màxima                                          | Velocitat màxima                                          | 407 quilòmetres per hora (253 mph)                                                                          | 431 quilòmetres per hora (268 mph)                                                                          |
| Frenada 100 quilòmetres per hora (62 mph) km/h (62 mph)-0 | Frenada 100 quilòmetres per hora (62 mph) km/h (62 mph)-0 | 31.4 metres                                                                                                 | 31.4 metres                                                                                                 |
| Velocitat del canvi de marxes                             | Velocitat del canvi de marxes                             | <150 mil·lisegons                                                                                           | 100 mil·lisegons                                                                                            |
| Emissions de CO₂                                          | Emissions de CO₂                                          | 596 grams/km                                                                                                | 539 grams/km                                                                                                |